# Pelecystola tephrinitis
Pelecystola tephrinitis är en fjärilsart som beskrevs av Edward Meyrick 1912. Pelecystola tephrinitis ingår i släktet Pelecystola och familjen äkta malar. Inga underarter finns listade i Catalogue of Life.